# 4500 Pascal
För andra betydelser, se Pascal (olika betydelser).
4500 Pascal eller 1989 CL är en asteroid i huvudbältet som upptäcktes den 3 februari 1989 av de båda japanska astronomerna Seiji Ueda och Hiroshi Kaneda i Kushiro. Den är uppkallad efter fransmannen Blaise Pascal.
Asteroiden har en diameter på ungefär 15 kilometer.